# منتخب فنلندا للباندي للسيدات
منتخب فنلندا الوطني للباندي للسيدات (بالفنلندية: Suomen naisten jääpallomaajoukkue)‏ هو ممثل فنلندا الرسمي في المنافسات الدولية في الباندي للسيدات.